# Pensioen (novelle)
Pensioen (1937) is een novelle van de Vlaamse schrijver Willem Elsschot.  Het beschrijft op een rake en geestige manier de enggeestigheid van een groep mensen, verstrikt in een belachelijk en lelijk spel van bekrompenheid en egoïsme (dit is een latere duiding van de auteur zelf). 
Frans Laarmans vertelt het verhaal van zijn schoonfamilie.  Willem Verstappen, de broer van zijn vrouw, komt in de Eerste Wereldoorlog als soldaat in Duitse gevangenschap.  Vlak vóór de oorlog had Bertha, met wie hij niet gehuwd was, een kind van Willem gekregen, Alfred.  Voor soldaten in de oorlog kan de familie een militiegeld krijgen.  Na een jaar oorlog hebben Bertha en Alfred het financieel moeilijk en Frans wil dat wel voor ze regelen. Willem erkent zijn kind vanuit zijn Duitse gevangenschap.  Maar dan blijkt dat Willems moeder, Frans' schoonmoeder, al heel de tijd het maandgeld opgestreken heeft.  Maar na de erkenning krijgt Bertha het en dat doet geen goed aan de verstandhouding in de familie Verstappen; met de kleine Alfred is er op de koop toe nu een 'vreemde' erfgenaam méér.  
De oorlog is gedaan maar Willem komt niet naar huis; hij sterft in Duitsland aan de griep. Bertha trouwt met een oudere man, die haar kind nu ook erkent. Alfred heet nu Wouters en zal niet weten dat hij een andere vader heeft.  Opluchting in de familie Verstappen: een 'vreemde' erfgenaam minder en moeder ontvangt nu blijvend een pensioen voor haar in de oorlog omgekomen zoon. 
Vele jaren later.  Alfred gaat trouwen en verneemt op het stadhuis dat hij niet Wouters maar Verstappen heet.  Er volgt een onderzoek en de rechtbank beslist uiteindelijk dat moeder Verstappen het oorlogspensioen van vele jaren moet terugbetalen aan Alfred.  Dat is zowat het hele fortuin van de schoonfamilie van Frans Laarmans.  Die is nu helemaal in ongenade gevallen omdat hij over de afstamming van Alfred altijd naar waarheid gesproken heeft, en zo de oorzaak is van alle ellende.  